# Niambia longiantennata
Niambia longiantennata is een pissebed uit de familie Platyarthridae. De wetenschappelijke naam van de soort is voor het eerst geldig gepubliceerd in 1991 door Taiti & Ferrara.